# Тит Секстий Магий Латеран
Вижте пояснителната страница за други личности с името Тит Секстий Магий Латеран.
Тит Секстий Магий Латеран (на латински: Titus Sextius Magius Lateranus) e политик и сенатор на Римската империя през 1 век. Произлиза от фамилията Секстии.
През 94 г. Латеран e консул заедно с Луций Ноний Калпурний Торкват Аспренат.
Той е баща на Тит Секстий Корнелий Африкан (консул 112 г.), дядо на Тит Секстий Латеран (консул 154 г.) и прадядо на Тит Секстий Магий Латеран (консул 197 г.), който е собственик на наречения на него палат на Латеран.